# A Mí No Me La Hacen

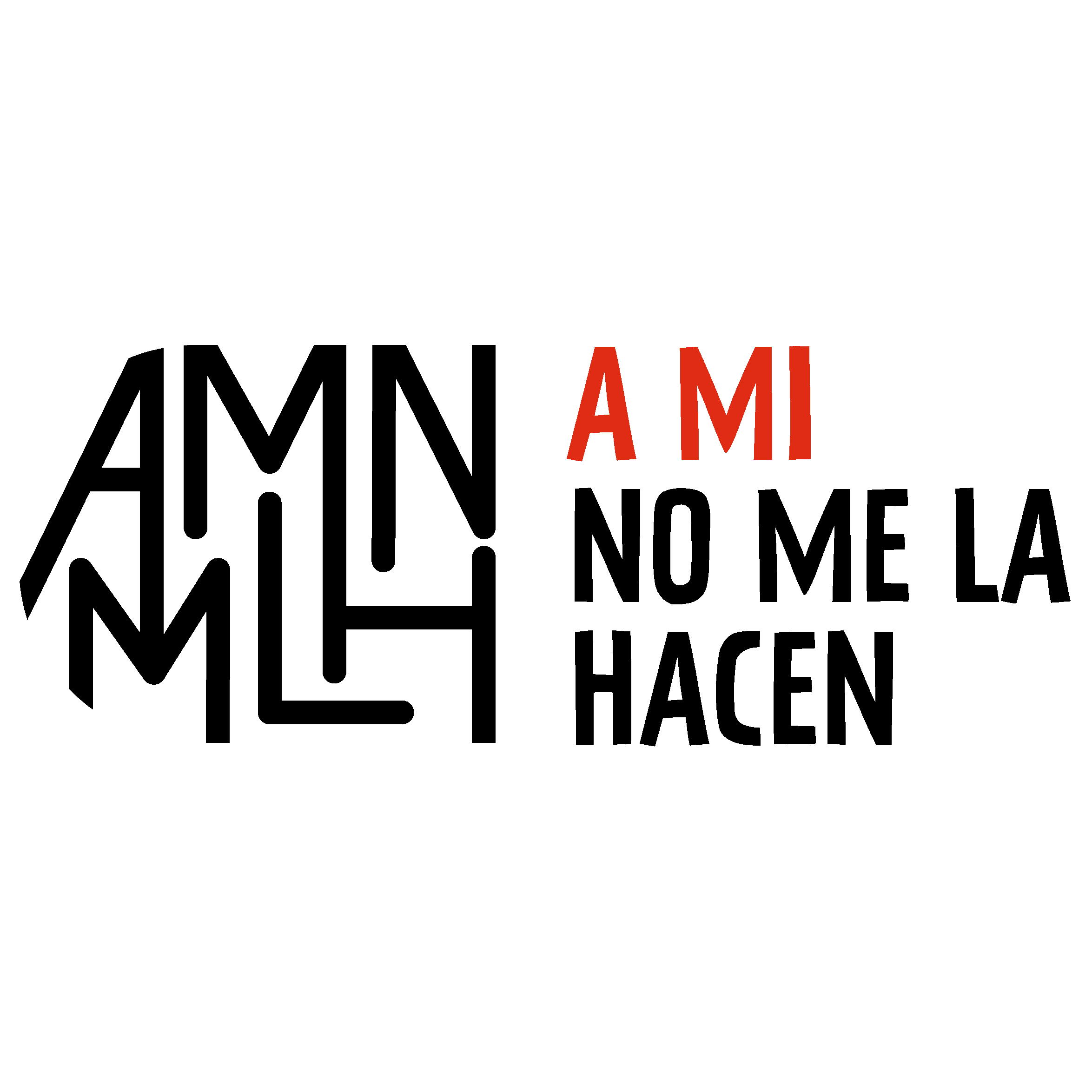

A Mí No Me La Hacen (AMNMLH) (português: 'Eu não sou facilmente enganado') é uma organização não governamental peruana de alfabetização midiática e informacional (AMI).
Fundada em 2020, ensina e promove a literacia midiática e informacional com uma equipe multidisciplinar de profissionais. Recebeu múltiplos prêmios, incluindo um prêmio da UNESCO, e é amplamente reconhecida como a principal organização de alfabetização em mídia e informação do Peru.

## Ações
O objetivo da AMNMLH é combater a infodemia formando a cidadania a usar a mídia de uma forma crítica e construtiva, com uma abordagem "bottom-up". Para conseguir este objetivo, a associação organiza oficinas em escolas, universidades e institutos, e cria conteúdo educativo que abrange a compreensão dos meios desde múltiplas perspectivas, incluindo jornalismo, ciências naturais e comportamentais. A Mí No Me La Hacen também promove a educomunicação no Peru organizando simpósios anuais durante a Semana Mundial da AMI da UNESCO, e participando de seminários organizados pela UNESCO e pelos Ministérios da Educação e Comunicação do Peru.

## Reconhecimento
Em 2021, A Mí No Me La Hacen recebeu o Prêmio Mundial de Alfabetização em Mídia e Informação da UNESCO, em reconhecimento ao seu trabalho.
Em 2022, A Mí No Me La Hacen participou do sexto Congresso Alfamed em Arequipa, evento internacional que reúne especialistas em Alfabetização Midiática e Informacional da América Latina e da Península Ibérica. No mesmo ano, eles ganharam uma distinção da ONG peruana “Democracia Digital” por sua defesa da alfabetização midiática e informacional.
Em 2023, A Mí No Me La Hacen anunciou seu videogame para PC 'Infodemic: Jornalismo em crise'.